# همام (لنجان)
همام هي قرية في مقاطعة لنجان، إيران. يقدر عدد سكانها بـ 124 نسمة بحسب إحصاء 2016.